# Треска, Анри Эдуард
Анри́ Эдуа́рд Треска́ (фр. Henri Édouard Trescá: 12 октября 1814, Дюнкерк — 21 июня 1885, Париж) — французский инженер-механик, профессор Национальной консерватории искусств и ремёсел в Париже.
Член Парижской академии наук (1872).

## Научная деятельность
Считается отцом теории пластичности, или необратимой деформации, которые он изучил в обширной серии блестящих экспериментов, начатых в 1864 году. Открыл критерий пластичности материала Треска (или максимального сдвига). Критерий указывает, что материал будет течь пластически, если
{\displaystyle \sigma _{Tresca}=\sigma _{1}-\sigma _{3}>\sigma _{max}}

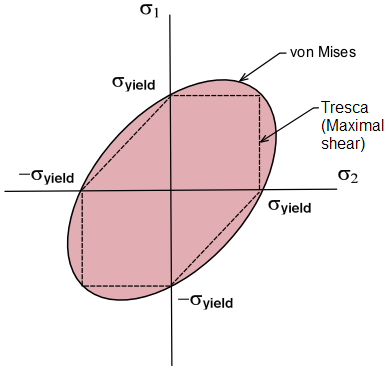
Сравнение критериев пластичности Треска и фон Мизеса

Критерий Треска является одним из двух основных критериев пластичности, используемых сегодня. Второй важный критерий принадлежит фон Мизесу.
Статус Треска как инженера был таков, что Густав Эйфель поставил его имя третьим в списке из 72 человек, сделавших возможным строительство Эйфелевой башни в Париже.
Треска также является одним из разработчиков стандартного эталона метра.